# Кропив'янка прованська
Кропи́в'янка прованська (Curruca undata) — вид горобцеподібних птахів родини кропив'янкових (Sylviidae). Мешкає в Західній і Південній Європі та в регіоні Магрибу на північному сході Африки.

## Опис

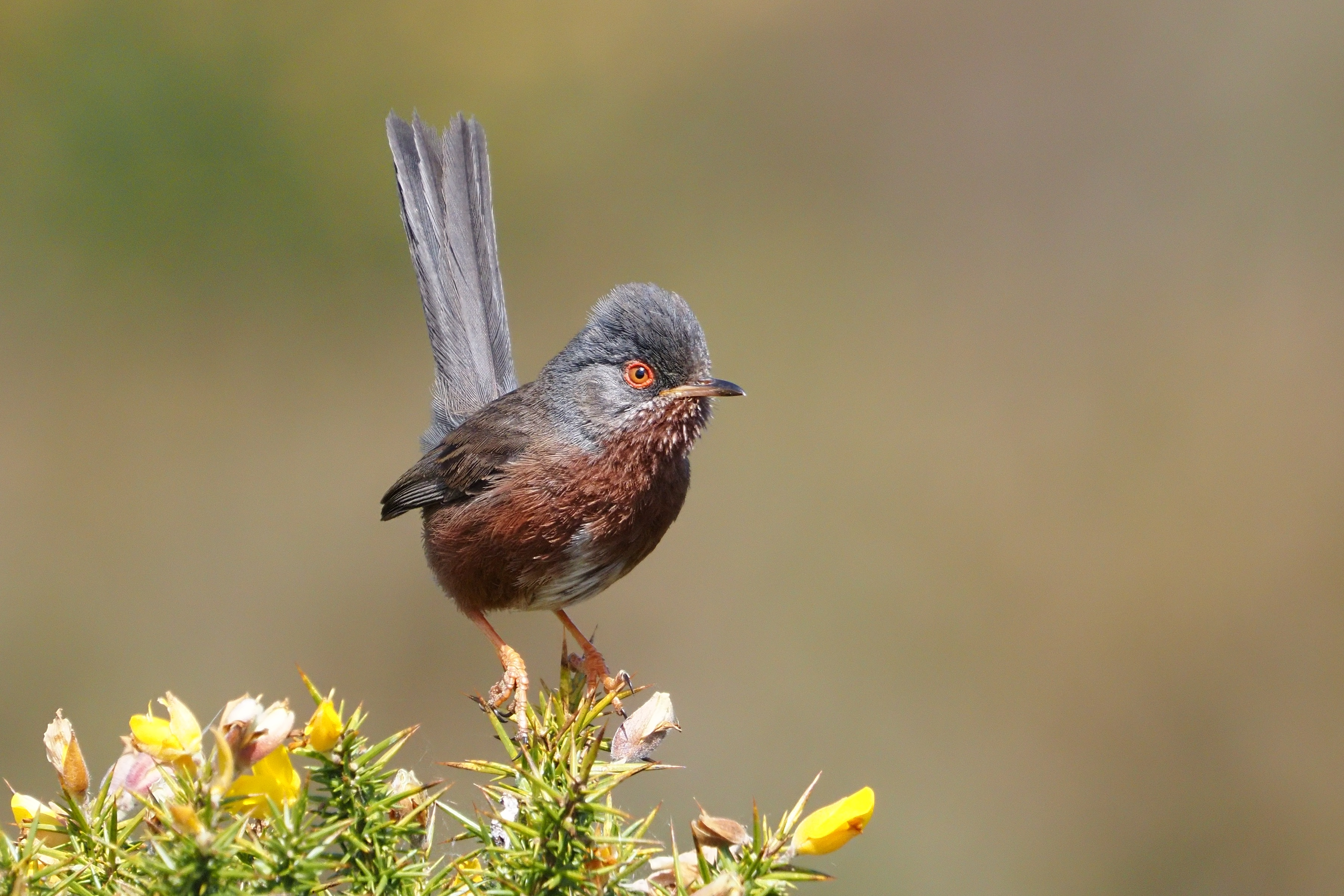
Самець прованської кропив'янки

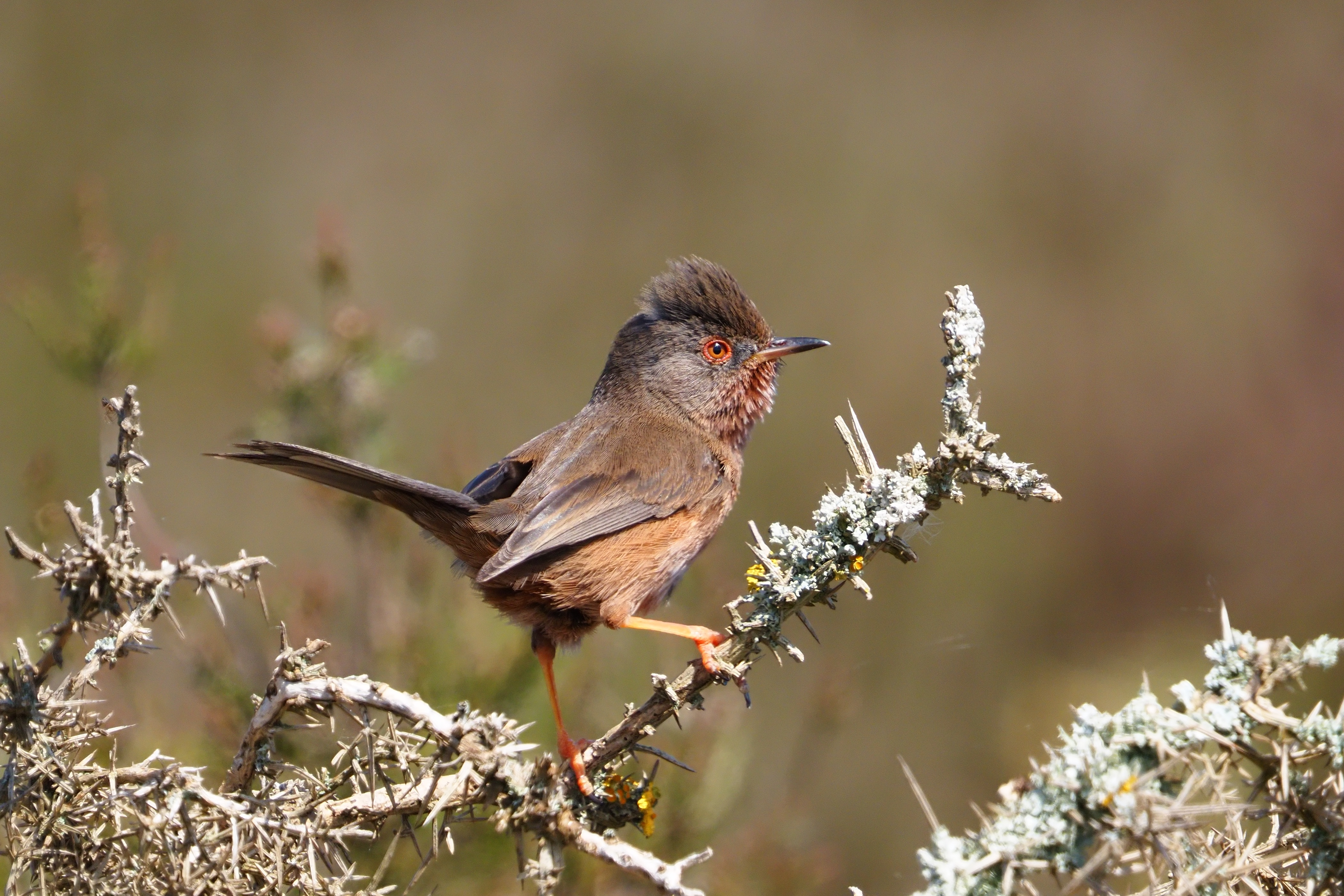
Самиця прованської кропив'янки

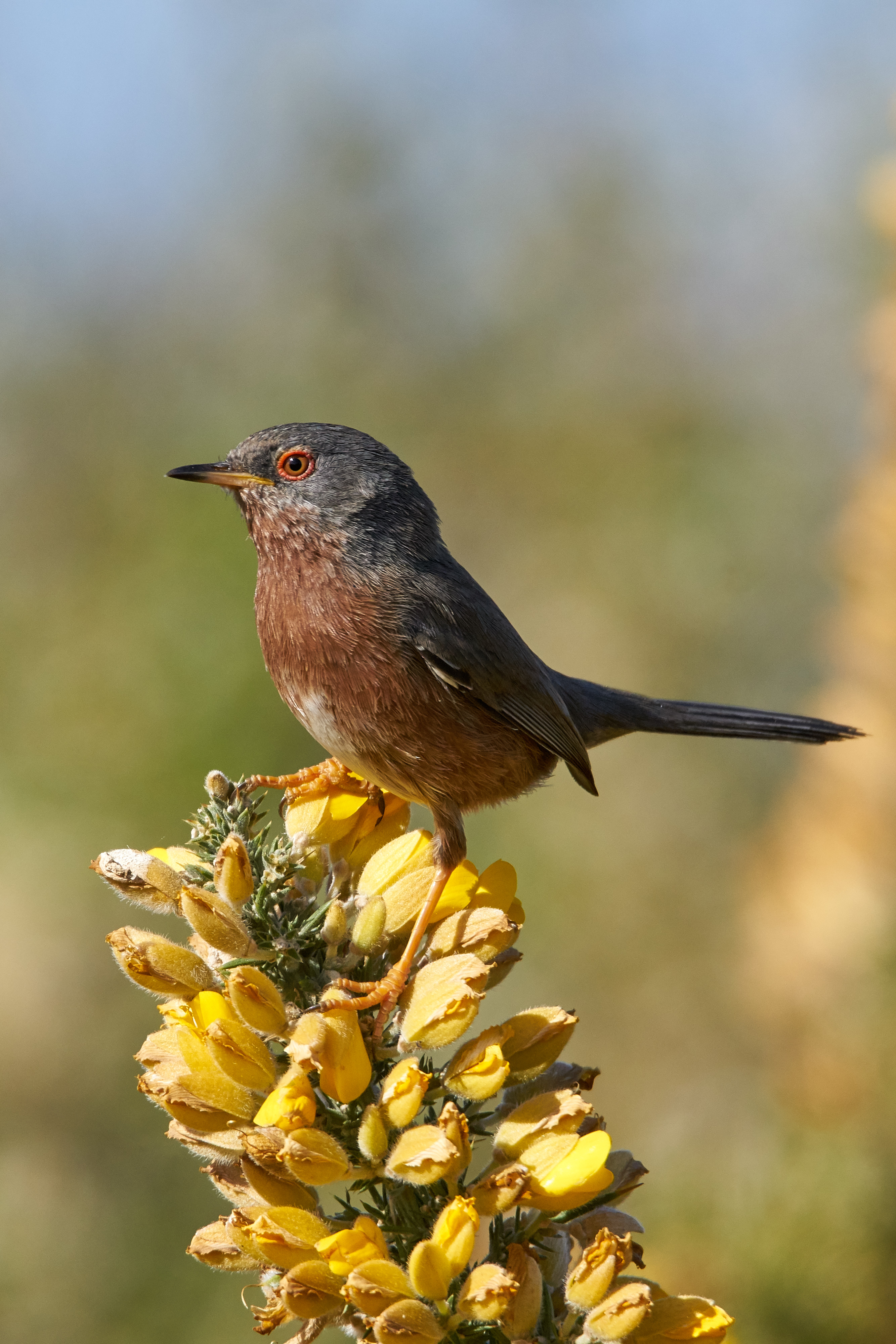
Самець прованської кропив'янки

Довжина птаха становить 10-15 см, враховуючи довгий, східчастий хвіст довжиною 6 см, вага 6,8-10,5 г. У самців голова і верхня частина тіла сірі, нижня частина тіла рудувато-коричнева. Горло поцятковане білими плямками. боки тьмяно-сіруваті, живіт світліший. у деяких самців верхня частина тіла має сизуватий або коричнюватий відтінок. У самиць верхня частина тіла коричнювато-сіра, нижня частина тіла світліша, рожевувата або блідо-рудувата. Горло у них світле, іноді поцятковані білими плямками, меншими і менш вираженими, ніж у самців. Забарвлення молодих самців є подібне до забарвлення самиць.

## Таксономія і систематика
Прованська кропив'янка була вперше описана у 1776 році валійським натуралістом Томасом Пеннантом під англійською назвою Dartford warbler. Опис ґрунтувався на двох зразках птаха, отриманих орнітологом Джоном Летемом поблизу Бекслі-Хіт, неподалік від Дартфорда в графстві Кент. У 1783 році Летем вклюв опис птаха до своєї праці «A General Synopsis of Birds», однак біномінальну назву Sylvia dartfordiensis вперше опублікував лише у 1787 році, в додатку до своєї праці. Однак у 1783 році, перш ніж праця Летема була опублікована, голландський натураліст Пітер Боддерт описав прованську кропив'янку під назвою Motacilla undata, опираючись на попередній опис птаха, зроблений французьким натуралістом Едме-Луї Добантоном у праці «Planches enluminées d'histoire naturelle» під назвою Le Pitte-chou, de Provence. Видова назва undata походиль від середньовічного слова лат. undatus — з хвилястими відмітинами. Типовою місцевістю є французький регіон Прованс.

## Підвиди
Виділяють три підвиди:
- C. u. dartfordiensis (Latham, 1787) — південь Англії, захід Франції, північний захід Іспанії і північ Португалії;
- C. u. undata (Boddaert, 1783) — Піренейський півострів, Південна Франція, Апеннінський півострів, Корсика, Сардинія, Сицилія, Балеарські острови;
- C. u. toni (Hartert, EJO, 1909)[11] — північ Марокко, Алжиру і Тунісу.

## Поширення і екологія
Прованські кропив'янки гніздяться у Великій Британії, Франції, Іспанії, Португалії, Андоррі, Італії, Алжирі, Марокко і Тунісі. Вони ведуть переважно осілий спосіб життя, хоча деякі європейські популяції під час негіздового періоду мігрують на північний захід Африки, а деякі африканські популяції кочують, досягаючи північної Сахари. Прованські кропив'янки живуть в густих чагарникових заростях, зокрема в гаризі і низькорослому маквісі висотою 0,5-1,5 м, в якому переважають улекс, еріка, розмарин, дрік, чист і кермесовий дуб, а також на прибережних пустищах. На півночі ареалу вони зустрічаються в рівнинній місцевості, в Піренеях на висоті до 1800-2000 м над рівнем моря.
Прованські кропив'янки живляться комахами та іншими безхребетними, наприкінці літа і взимку також ягодами і плодами рослин з родів Rubus, Daphne, Myrtus, Rhamnus, Myoporum, Pistacia, Vaccinium, Phyllirea і Phytolacca. Гніздяться з середини березня по серпень, в північних регіонах гніздування починається пізніше (в Англії - з середини квітня). Пара птахів будує глибоке, чашоподібне гніздо, яке робиться з трави, рослинного пуху і павутиння, встелється тонкими корінцями і шерстю, розміщується в чагарниках, на висоті від 25 до 50 см над землею. Самці іноді будують фальшиві гнізда. В кладці від 3 до 5, іноді до 6 білих яєць, поцяткованих коричневими плямками, розміром 17×13 мм і вагою 1,4 г. Інкубаційний період триває 12-14 днів. насиджують переважно самиці. Пташенята покидають гніздо через 10-14 днів після вилуплення, однак батьки продовжують піклуватися про них ще 2 тижні. За сезон може вилупитися два виводки, в Англії до чотирьох, на півдні Франції і на Сардинії зазвичай лише один.

## Збереження
МСОП класифікує стан збережження цього виду як близький до загрозливого. За оцінками дослідників, глобальна популяція прованських кропив'янок становить від 1,88 до 4,365 мільйонів птахів, з яких в Іспанії мешкає від 491,5 до 875 тисяч пар, у Франції від 25 до 50 тисяч пар, в Португалії від 100 до 500 тисяч пар, в Італії від 0 до 30 тисяч пар, в Андоррі 20-30 пар і у Великій Британії 2900-3600 пар. В Європі загалом мешкає приблизно 85% популяції виду. Прованським кропив'янкам загрожує знищення природного середовища, а також на них може дуже негативно вплинути посухи і викликані ними пожежі або дуже холодні зими, як-от у 1962/1963 роках у Великій Британії, коли національна популяція цього виду скоротилася до десяти пар. Однак, прованські кропив'янки здатні швидко відновлювати свою чсельність.